# Sergio Rodríguez Gómez
Sergio Rodríguez Gómez   (Santa Cruz de Tenerife, 12 de juny de 1986) és un jugador de bàsquet canari. Actualment juga amb el Real Madrid.

## Trajectòria esportiva

### Espanya
Va ser nomenat Jugador Més Valuós (MVP, Most Valuable Player en anglès) al Campionat Europeu Júnior (per a menors de 18 anys) de 2004 de seleccions nacionals, celebrat a Saragossa (Espanya), on ell va conduir a la selecció espanyola a la medalla d'or. Les seves estadístiques mitjanes en els 8 partits del torneig van ser 19 punts, 4,6 rebots, 8,5 assistències i 2,1 recuperacions.
Ha jugat al Club Baloncesto Estudiantes fins a la temporada 2005-06. Va arribar allà procedent del Club Siglo XXI. Va ser nomenat "Jugador Revelació de la Temporada" de la lliga ACB a la temporada 2004-2005, guardó que es va crear aquesta mateixa temporada.
El 2007 s'ha involucrat en el bàsquet escolar apadrinant el Club FEB i participant en esdeveniments per a donar a conèixer aquest esport entre els nens.

### NBA
Va ser triat en la posició número 27 del Draft de l'NBA de 2006 pels Phoenix Suns, sent així el novè jugador espanyol en la història seleccionat per a jugar en la considerada millor lliga del món. Posteriorment va ser traspassat als Portland Trail Blazers. Ha estat el sisè jugador espanyol a debutar en partit oficial de l'NBA, el novembre de 2006.
Tant a l'Estudiantes com als Blazers, Sergio Rodríguez ha usat el dorsal 11.
En la seva primera temporada va alternar minuts de joc importants amb partits inèdits quant a minuts, al principi va contar poc a la rotació de Nate McMillan al·legant aquest en diverses declaracions l'escàs bagatge defensiu del jugador canari, imposant la desimboltura i l'habilitat que li van fer important a poc a poc, Sergio comptava amb més minuts de joc donant-li a l'equip major frescor que el base titular Jarrett Jack i Dan Dickau, tal com afirmaven els mitjans locals d'Oregon i Portland i els mateixos afeccionats que veuen a Sergio com el comandant principal per als Blazers en un futur pròxim.
El súmmum de la seva progressió i treball es va mostrar en un partit contra Denver Nuggets de temporada regular en on el jugador va anotar 23 punts i 10 assistències sortint com tercer base, nombres a l'abast dels bases més consistents de l'NBA.
El 25 de juny de 2009, durant el draft de l'NBA, Sergio Rodriguez fou traspassat des de Portland Trail Blazers, juntament amb Jon Brockman, als Sacramento Kings a canvi de Jeff Pendergraph.

### Segona etapa a l'ACB
La temporada 2012-13 es va proclamar campió de la Lliga ACB (Lliga ACB 2012/13) amb el Real Madrid.

### Philadelphia 76ers (NBA)
El juliol de 2016 els Philadelphia 76ers van anunciar la seva contractació de cara a la temporada 2016-17.

### Selecció
Internacional amb la Selecció espanyola de bàsquet absoluta des dels 19 anys, el seu major assoliment individual fins a la data va ser el de proclamar-se Campió del Món en el passat mundial del Japó on promitjà 3,3 punts i 2,3 assistències en 9 partits jugats i on va tenir la seva millor actuació en la semifinal davant Argentina on els seus 14 punts (inclosos 3 triples) sortint des de la banqueta van ser fonamentals per a la victòria davant el combinat albiceleste.
El juliol de 2014 va ser inclòs pel seleccionador estatal Juan Antonio Orenga a la llista dels dotze jugadors que disputarien amb la selecció espanyola de bàsquet el Campionat del món de 2014.

## Estadístiques a l'NBA
| Fase Regular | EQUIP                  | PJ  | MPP  | PRPP | TPP | RPP | APP | PPP |
| ------------ | ---------------------- | --- | ---- | ---- | --- | --- | --- | --- |
| 2006-07      | Portland Trail Blazers | 67  | 12.9 | 0.5  | 0.0 | 1.4 | 3.3 | 3.7 |
| 2007-08      | Portland Trail Blazers | 72  | 8.7  | 0.3  | 0.0 | 0.8 | 1.7 | 2.5 |
| 2008-09      | Portland Trail Blazers | 80  | 15.3 | 0.7  | 0.0 | 1.6 | 3.6 | 4.5 |
| Carrera      |                        | 219 | 12.4 | 0.5  | 0.0 | 1.3 | 2.9 | 3.6 |

PJ: Partits Jugats, MPP: Minuts per Partit, PRPP: Pilotes Recuperades per Partit, TPP: Taps per Partit,
RPP: Rebots per Partit, APP: Assistencies per Partit, PPP: Punts per Partit

## Equips
- Categories de formació: Tenerife, Siglo XXI, Estudiantes
- Club Baloncesto Estudiantes: temporades 2003-04, 04-05 i 05-06.
- Portland Trail Blazers: 2006. Triat en el draft de l'NBA en la posició 27, primera ronda, pels Suns de Phoenix i traspassat immediatament als Trail Blazers de Portland el dia 28/06/06.

## Palmarès
- Medalla de Bronze a l'Eurobasket '17 celebrat a Turquia, del 4 al 17 de setembre
- Medalla de Plata a l'Eurobasket '07 celebrat a Espanya, del 3 al 16 de setembre
- Campió del Món amb la selecció espanyola de bàsquet absoluta al Campionat del Món de 2006 del Japó.
- Campió amb la selecció espanyola de bàsquet júnior en el Campionat d'Europa Júnior a Saragossa 2004.
- Medalla de bronze amb la selecció espanyola júnior en el Torneig de Mannheim (2004).
- Subcampió de la lliga ACB 2003-2004, amb l'Estudiantes.
- Campió de la Lliga ACB: 2012-13 amb el Reial Madrid.

## Guardons individuals
- Jugador Revelació de la temporada 2004-05 de la lliga ACB.
- MVP del Campionat d'Europa Júnior 2004 de Saragossa.